# Dacia Superior
Dacia Superior (117-159) o Dacia Apulensis (159-167) fue una provincia romana desde 117 a 167.

## Historia
En 167 formó parte de la provincia de Tres Daciae, que consistía en Dacia Inferior (Dacia Malvensis) y Dacia Porolissensis.
La capital de la provincia fue el municipio de Apulum (actual Alba Iulia).

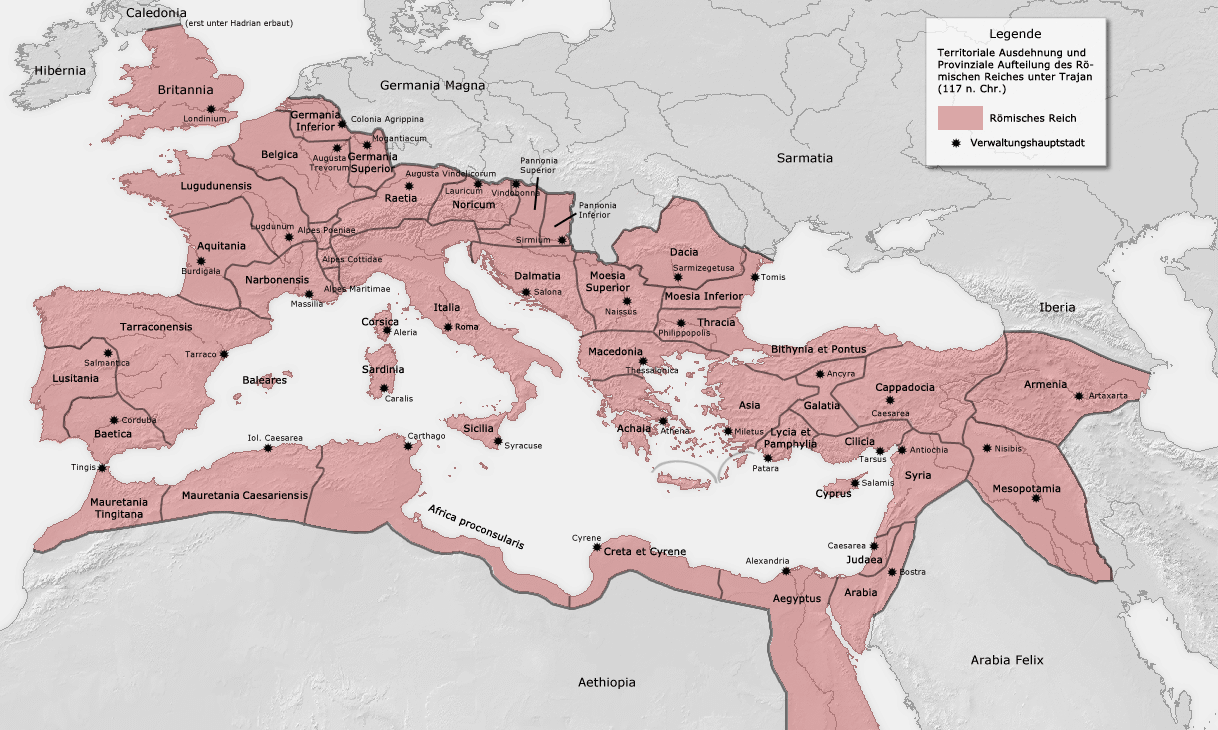
Las provincias en 115 bajo el emperador Trajano

## Ciudades
- Apulum
- Arcidava
- Drobeta
- Salinae
- Tibiscum
- Ulpia Trajana Sarmizegetusa